# Torre de Futxeron
La torre de Futxeron és una torre de defensa d'Amposta declarada bé cultural d'interès nacional.

## Descripció
És un conjunt complex d'edificacions de diferents èpoques. El cos més antic és una antiga torre de defensa de planta rectangular, amb una planta i tres pisos, coberta a doble vessat amb uralita sobre els antics cabirons de fusta.
El mur és de maçoneria arrebossada, amb carreus grans de pedra als angles fins a l'inici del tercer pis. La porta és d'arc de mig punt de dovelles i brancals de pedra. La finestra del segon pis de la façana també és l'original de pedra i a sobre es conserven dues mènsules que devien sostenir un matacà, ara desaparegut. Interiorment ha estat modificada la distribució i les cobertes. A la planta baixa conserva el talús original.
Adossat al nord de la torre es troba el mas del segle xix, format per un cos de planta baixa i dos pisos cobert a doble vessant i un altre cos d'un sol pis a una sola vessant, que fa de magatzem. Al davant hi ha un pou, encara en funcionament, i les restes d'un porxo contemporani del mas.
A l'altra banda de la torre hi ha adossats alguns magatzems i les paridores per al bestiar (estables), obertes a l'exterior mitjançant una arcada de mig punt feta de maó.

## Història
El sector de la torre actualment és bastant reformat, però sembla que l'estructura exterior correspon a l'original. Possiblement el tercer cos s'afegí posteriorment donat que no hi ha carreus de pedra als angles, fent-se el tancament en forma de teulada a doble vessant, corresponent més a un habitatge que a una torre de defensa.
L'origen de la torre possiblement és dels segles XVI-XVII, quan es refan o construeixen de nou totes les del litoral proper i les que ja existien al Delta. Formava part d'un triangle de torres, amb les de l'Oriola i Poquessalses, amb funcions defensives de la vila d'Amposta.